# Ptilinopus temminckii
Ptilinopus temminckii är en fågel i familjen duvor inom ordningen duvfåglar. Den betraktas oftast som underart till purpurkronad fruktduva (Ptilinopus superbus), men urskiljs sedan 2014 av IUCN och Birdlife International som egen art. Den kategoriseras av IUCN som livskraftig. Fågeln förekommer på Sulawesi, inklusive Peleng i Banggaiöarna. Den är även påträffad i Suluöarna i sydvästra Filippinerna.